# Алекса Шимека Кнірім
Алекса Пейдж Шимека Кнірім (англ. Alexa Paige Scimeca Knierim) — американська фігуристка, що спеціалізується в парному катанні й виступає в парі зі своїм чоловіком Крісом Кнірімом, олімпійська медалістка.
Бронзову олімпійську медаль пара Кнірім здобула в складі збірної США в командних змаганнях на Пхьончханській олімпіаді 2018 року, де виступала як з короткою, так і довільною програмою.

## Зовнішні посилання
- Картка пари Кнірім на сайті Міжнародного союзу ковзанярів [Архівовано 18 січня 2013 у Wayback Machine.]